# Josef Jandač
Josef Jandač (* 12. listopadu 1968 Beroun, Československo) je český hokejový trenér a bývalý hokejista. V letech 2016–2018 byl hlavním trenérem české hokejové reprezentace.

## Hráčská kariéra
S hokejem začínal v rodném Berouně v klubu TJ Lokomotiva. Odtud ve čtrnácti letech přestoupil do dorosteneckého týmu Poldi SONP Kladno. Avšak kvůli studiu se po třech letech vrátil do Berouna. V roce 1985 nastoupil poprvé v seniorské lize. V roce 1993, poté, co Beroun postoupil do 1. ligy, ukončil ze zdravotních a rodinných důvodů hráčskou kariéru.

## Trenérská kariéra
V roce 1994 podepsal trenérskou smlouvu a jihokorejský tým Seok Top Soul vyřazovacími boji tamní soutěže dovedl až k mistrovskému titulu. Později působil jako asistent trenéra Zdeňka Müllera v Berouně, poté vedl HK Kralupy nad Vltavou (1998/99), znovu Seok Top Soul (1999), dorostenecký tým Slavie (1999/2000).
V roce 2000/2001 se postavil jako asistent Zdeňka Vojty na střídačku Liberce, ten pak v následující sezoně vedl jako hlavní trenér a postoupil s ním do nejvyšší soutěže přes Kladno. V týmu HC Bílí tygři Liberec působil až do roku 2003, v letech 2004 až 2008 pak byl hlavním trenérem u týmu HC České Budějovice. Od roku 2008 do roku 2010 byl asistentem reprezentačního kouče Vladimíra Růžičky u České hokejové reprezentace. Národní mužstvo vedené Růžičkou, Jandačem a Weismannem se v roce 2010 stalo mistrem světa.
V sezoně 2010/2011 nastoupil Josef Jandač do týmu HC Pardubice. V ročníku 2011/2012 byl trenérem HC Sparty Praha, s ní vyhrál základní část, ale v play off vypadl již ve čtvrtfinále.
V sezoně 2012/2013 se ujal role hlavního kouče pražského HC Lev Praha, který hrál KHL. Tým měl velice slibný začátek sezony, několik kol dokonce vévodil divizní tabulce. Následně však přišla série porážek, kdy tým z 10 duelů vyhrál pouze jediný a vytěžil 4 body. Trenér Jandač byl tak 27. října 2012 od týmu odvolán. Místo něj se stal novým trenérem Lva Václav Sýkora, který přišel ze Sparty a jeho místo na Spartě dostal právě Josef Jandač, který se tak po několika měsících do holešovického klubu vrátil. Spartu, která se od začátku sezony poněkud trápila, dokázal pozvednout a nakonec ji dovedl na celkové 5. místo po základní části, ve čtvrtfinále play off však tým podlehl Třinci a tažení Sparty v play off se tak zaseklo na stejném místě jako předcházející rok. Josef Jandač Spartu vedl i v následujících třech sezonách. V sezoně 2013/14 jeho svěřenci nestačili v sedmém semifinále na Kometu Brnu, o rok později pak v šestém semifinálovém utkání na Třinec. V ročníku 2015/2016 hrála Sparta finále s Libercem, kterému podlehla 4:2 na zápasy.
K reprezentaci se Jandač vrátil v roce 2015, kdy působil jako jeden z asistentů Vladimíra Vůjtka. V lednu 2016 Český svaz ledního hokeje oznámil, že po skončení sezóny 2015/2016 se stane hlavním trenérem českého národního týmu, přičemž má jít o dvouletou smlouvu. Dne 1. června 2016 Jandač ve vedení českého národního týmu Vůjtka nahradil. Své působení u české reprezentace ukončil v květnu 2018 po světovém šampionátu, neboť již během dubna podepsal smlouvu s ruským klubem Metallurg Magnitogorsk. V něm vydržel jednu sezónu a na začátku ročníku 2019/2020 byl po třech zápasech odvolán. V únoru 2020 se stal jedním ze dvou hlavních koučů Sparty Praha, kde vydržel dva roky, do dubna 2022. Od sezóny 2024/25 se stal trenérem extraligového klubu HC Škoda Plzeň.